# Análisis aplicado de conducta
El análisis aplicado de conducta (comúnmente referido como ABA por sus siglas en inglés) es una ciencia aplicada dirigida al uso de los principios de la psicología del aprendizaje, fundamentalmente del aprendizaje operante, a la modificación de conductas socialmente importantes. Los analistas de conducta se centran en la relación observable entre el comportamiento y el entorno. Evaluando observables entre una conducta determinada y el entorno, los métodos analítico conductuales pueden ayudar a cambiar conductas de importancia clínica y evolutiva. El término se considera sinónimo al de modificación de conducta, aunque este ha quedado relegado a aplicaciones clásicas que no utilizan una perspectiva funcional del comportamiento. Otro término relacionado es el de ingeniería del comportamiento acuñado por Nathan Azrin referido al uso de dispositivos tecnológicos en la facilitación del cambio de conducta. Junto con el Análisis experimental del comportamiento integra el campo científico conocido como análisis de conducta.

## Aspectos generales
El análisis de conducta, pese a ser un área clásica en psicología y ciencias de la educación, ha experimentado una notable expansión en los últimos años tanto por sus desarrollos teóricos como por la difusión de procedimientos de intervención eficaces. Entre las áreas de mayor difusión profesional destaca la intervención analítico-conductual en diagnósticos recogidos dentro de los Trastornos Generalizados del Desarrollo tales como autismo y síndrome de Asperger, entre otras. En este ámbito, la intervención analítico-conductual es la aproximación que ha acumulado mayor evidencia, existiendo más de veinte ensayos clínicos independientes realizados en Estados Unidos, Reino Unido, Noruega, Argentina, Israel y Australia. Estos estudios muestran la eficacia de este enfoque en la mejora de las actividades de la vida diaria, rendimiento académico y habilidades de comunicación en esta población.
También se han observado expansiones notables en otras áreas aplicadas del análisis de conducta. Entre ellas puede destacarse muy especialmente la intervención psicológica en adultos, bien mediante procedimientos de intervención derivados de la teoría del marco relacional, o bien mediante la aplicación directa de principios conductuales básicos a la intervención clínica. El llamado análisis de conducta clínico ha cosechado una creciente evidencia sobre su efectividad y eficacia en trastornos de ansiedad, del estado de ánimo y psicóticos, entre otros. La educación en niños con desarrollo típico es otro ámbito de notable difusión, con procedimientos como la enseñanza precisa y el desarrollo de modelos de escolarización basados en el análisis de conducta. Así mismo, la gestión del comportamiento organizacional, dirigida a la mejora de las condiciones y comportamientos del trabajo se ha desarrollado considerablemente, con aplicaciones tan diversas como la mejora en la gestión de grupos de trabajo, la seguridad laboral o la productividad. Otras áreas de aplicación incluyen: mejora de la práctica deportiva, intervención conductual en enfermedades crónicas tales como la demencia, o la intervención conductual en grandes grupos o epidemiología conductual. En resumen, el análisis aplicado de la conducta es una aproximación general al comportamiento socialmente relevante que ha diversificado notablemente sus ámbitos de actuación en las últimas décadas.
Otra área de aplicación del Análisis de la conducta es la del entrenamiento animal, ya sea en el ámbito experimental como aplicado (Modificación de conducta en animales domésticos, refugios, etc.).
Algunas técnicas de uso habitual en análisis de conducta son: el análisis de tareas, encadenamiento, la presentación de ayudas, el desvanecimiento de ayudas, la generalización, el moldeamiento, el videomodelado, la extinción y el análisis funcional.

## Formación y acreditación
El análisis aplicado de conducta es impartido en programas de psicología y de ciencias de la educación en todo el mundo. La Behavior Analyst Certification Board Inc., es la entidad responsable de la certificación de profesionales con la formación adecuada, no obstante, desde 2020 esta entidad no certifica a profesionales de países de habla hispana, habiendo sido reemplazada por otros programas de certificación de vocación internacional tales como QABA. Los requisitos de certificación profesional incluyen:
- Título equivalente a grado de Master norteamericano en psicología, ciencias de la educación, o ciencias afines.
- Formación teórica especializada en análisis de conducta obtenida en un programa de formación, normalmente universitario, cuyo programa docente haya sido aprobado por Association for Behavior Analysis International. Actualmente, la entidad sin ánimo de lucro ABA España ofrece un programa de formación aprobado en castellano en colaboración con la Universidad de Cádiz.
- Horas de trabajo práctico supervisado. La cantidad de horas varía en función de la frecuencia de las supervisiones y otros factores.[3]

## Principales revistas
- Journal of Applied Behavior Analysis, traducciones seleccionadas